# Телепаново
Телепа́ново (рос. Телепаново, башк. Теләпән) — присілок у складі Ілішевського району Башкортостану, Росія. Входить до складу Ітеєвської сільської ради.
Населення — 307 осіб (2010; 314 у 2002).
Національний склад:
- башкири — 89 %